# 千の風
『千の風』（せんのかぜ）は、『Do not stand at my grave and weep』の、『千の風になって』とは異なる独自の日本語訳による歌曲。
視覚障害プログラマーでありながら全盲の歌手として活躍する日本の異色ソプラノ歌手である塩谷靖子が、エッセイストとしての活動の中で生み出された訳詩による歌曲である。
作曲は、当時高等学校1年の吉野慶太郎によっており、一般になじみやすいようポップス調の作風となっているが、佐田大陸との共演による話題に続いて、最近では、幻のアルモニカ（グラス・ハーモニカ）との画期的な共演を日本において展開し始めており、「天からの声」や「千の風」を、霊を呼び起こすとヨーロッパ中でその昔騒がれた曰く付きの伝説の楽器によって表現するという奇抜な試みによって、その意欲的な活動が次々と注目され続けている。
2007年2月21日にユニバーサル ・ミュージックから発売された塩谷の同名のアルバムに収録された。

## 概要
日本での『千の風になって』の流行以前に出来上がって発表されていた曲であったが、全盲の歌手として活躍している優しい歌声と深い表現力が評判を呼び、聖路加国際病院名誉院長日野原重明の推薦するCDが新聞などの報道でも話題となった。その人気は、YAHOO!話題の人物ランキング：クラシックでアルバム発売前から10位前後にランクインする爆発的な人気で、発売後には何度も1位に輝いており、新しい話題の曲である。
桐朋学園大学のメンバーを中心に、演奏・編曲されており、既存の作品がオーケストラの新しい響きによって展開されている。2007年発売時点において桐朋学園大学在学中である、さだまさしの実子佐田大陸がコンサート・マスターを務めているオーケストラによるという点でも各界から注目を浴びている。

## 新井満の訳との違い
新井満の訳には、原詩にない新たな創作的表現が詩的に盛り込まれているが、塩谷が訳した時には、作品に敬意を払って原詩以上の表現を付け加えることを基本的に嫌い、なるべく原詩に近い訳で、メロディのリズムの範囲内で日本語らしく振る舞うことが目指されている。